# 842

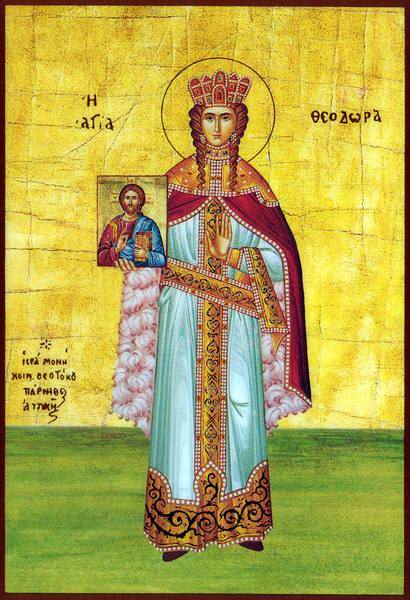
Griekse icoon van keizerin Theodora II

Het jaar 842 is het 42e jaar in de 9e eeuw volgens de christelijke jaartelling.

## Gebeurtenissen

### Byzantijnse Rijk
- 20 januari - Keizer Theophilos overlijdt in Constantinopel aan dysenterie na een regeerperiode van 12 jaar. Hij wordt opgevolgd door zijn 2-jarige zoon Michaël III, vanwege zijn jonge leeftijd, treedt zijn moeder Theodora II op als regentes en medekeizerin van het Byzantijnse Rijk.

### Europa
- 14 februari - Eed van Straatsburg: Koning Lodewijk de Duitser en Karel de Kale sluiten in Straatsburg (huidige Elzas) een alliantie (opgetekend in het vernaculair) tegen hun (half)broer Lotharius I. Zij zweren ten overstaan van hun verenigde legers een eed om elkaar te steunen.
- Koning Alfons II van Asturië (huidige Spanje) overlijdt na een regeerperiode van 50 jaar. Tijdens zijn bewind voert hij succesvolle campagnes tegen het Emiraat Córdoba en sluit een vredesverdrag met Karel de Grote. Hij is nooit gehuwd en wordt opgevolgd door Ramiro I.
- 13 december - Karel de Kale treedt in Quierzy (huidige Hauts-de-France) in het huwelijk met de 12-jarige Ermentrudis, dochter van graaf Odo van Orléans.
- De Frankische havenstad Quentovic wordt door Vikingen verwoest.

### Arabië
- 5 januari - Kalief Al-Mu'tasim overlijdt in Samarra na een regeerperiode van 8 jaar. Hij wordt opgevolgd door zijn zoon Al-Wathiq als heerser van het kalifaat van de Abbasiden.

## Religie
- Eerste schriftelijke vermeldingen van Balzers en Eschen (huidige Liechtenstein).

## Geboren
- Pietro I Candiano, doge van Venetië (waarschijnlijke datum)

## Overleden
- 5 januari - Al-Mu'tasim, Arabisch kalief
- 20 januari - Theophilos, keizer van het Byzantijnse Rijk
- 15 juli - Saga (56), keizer van Japan
- Alfons II (83), koning van Asturië (Spanje)
- Langdarma, koning van Tibet (waarschijnlijke datum)